# Municipio de Tewaukon
El municipio de Tewaukon (en inglés: Tewaukon Township) es un municipio ubicado en el condado de Sargent en el estado estadounidense de Dakota del Norte. En el año 2010 tenía una población de 54 habitantes y una densidad poblacional de 0,53 personas por km².

## Geografía
El municipio de Tewaukon se encuentra ubicado en las coordenadas 45°58′36″N 97°25′34″O / 45.97667, -97.42611. Según la Oficina del Censo de los Estados Unidos, el municipio tiene una superficie total de 101.1 km², de la cual 97,12 km² corresponden a tierra firme y (3,93 %) 3,98 km² es agua.

## Demografía
Según el censo de 2010, había 54 personas residiendo en el municipio de Tewaukon. La densidad de población era de 0,53 hab./km². De los 54 habitantes, el municipio de Tewaukon estaba compuesto por el 90,74 % blancos, el 5,56 % eran amerindios y el 3,7 % eran de una mezcla de razas. Del total de la población el 0 % eran hispanos o latinos de cualquier raza.